# Oberfeulen
Oberfeulen (lb. Uewerfeelen) – wieś (Uertschaft) w środkowym Luksemburgu, w kantonie Diekirch, w gminie Feulen. Do 3 października 2015 miejscowość leżała w dystrykcie Diekirch. Wieś zamieszkuje 691 osób (1 stycznia 2023).